# Estação Francisco Alberto Caamaño
A Estação Francisco Alberto Caamaño é uma das estações do Metrô de Santo Domingo, situada em Santo Domingo, entre a Estação Amín Abel e a Estação Centro de los Héroes. Administrada pela Oficina para el Reordenamiento del Transporte (OPRET), faz parte da Linha 1.
Foi inaugurada em 30 de janeiro de 2009. Localiza-se no cruzamento da Avenida Dr. Bernardo Correa y Cidrón com a Avenida Abraham Lincoln.